# Ian Polmear
Ian James Polmear AO (ur. 19 lutego 1928, zm. 3 maja 2025) –  australijski naukowiec, specjalista inżynierii materiałowej, w młodości lekkoatleta, trójskoczek, medalista igrzysk Imperium Brytyjskiego.

## Kariera naukowa
Ukończył University of Melbourne w 1949 ze stopniem Bachelor of Metallurgical Engineering. Po krótkim okresie pracy w przedsiębiorstwach z branży papierniczej i motoryzacyjnej uzyskał zatrudnienie jako pracownik badawczy w instytucie przemysłu obronnego, co wiązało się z dwuletnim stypendium w Anglii w latach 1951––1953. Po powrocie do Australii prowadził badania w Aeronautical Research Laboratories dotyczące stopów aluminium o dużej wytrzymałości. Na podstawie publikacji dotyczących swych badań otrzymał doktorat na University of Melbourne w 1965.
Od 1967 do przejścia na emeryturę w 1991 pracował na Uniwersytecie Monasha, gdzie zorganizował katedrę inżynierii materiałowej, którą kierował do 1987. W latach 1987–1990 był wicekanclerzem tej uczelni.
Jego badania dotyczyły przede wszystkim lekkich stopów metali, a zwłaszcza utwardzania wydzieleniowego stopów aluminium. 
Opublikował książkę Light Alloys: Metallurgy of the Light Metals, która miała do tej pory 5 wydań.
W 1993 został oficerem Orderu Australii.

## Kariera sportowa
Jako lekkoatleta zdobył brązowy medal w trójskoku na igrzyskach Imperium Brytyjskiego w 1950 w Auckland za swymi kolegami z reprezentacji Australii Brianem Oliverem Lesem McKeandem. Był wicemistrzem Australii w tej konkurencji w 1950/1951 i brązowym medalistą w 1949/1950, a także brązowym medalistą mistrzostw Wielkiej Brytanii (AAA) w 1952.
Jego rekord życiowy trójskoku wynosił 14,80 m (ustanowiony 2 stycznia 1950 w Adelaide).